# Київ у золотоординські часи

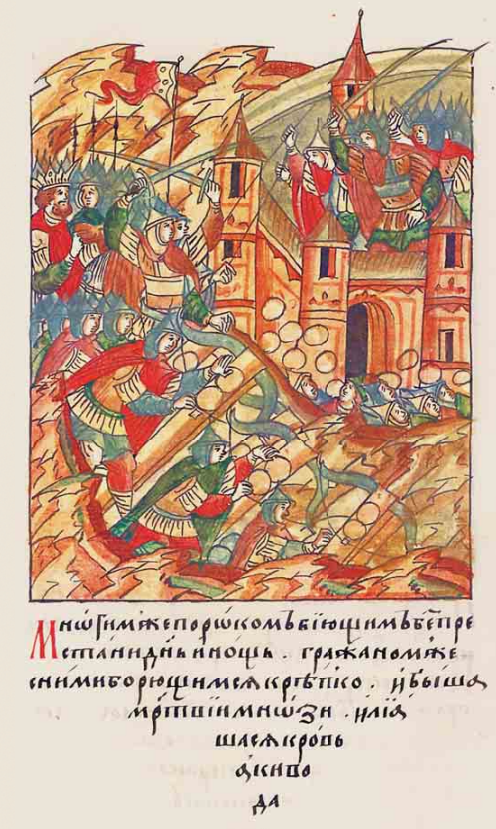
Взяття Києва монголами в 1240 році

Золотоорди́нський період в істо́рії Ки́єва тривав від захоплення Києва монголо-татарським військом хана Батия в грудні 1240 року до переходу Києва під владу Великого князівства Литовського в результаті битви на річці Ірпінь 1321 року і Синьоводської битви 1362 року. Ординська навала зруйнувала давньоруську державу, порушила традиційні економічні зв'язки. Відтак негативно позначилась на соціально-економічному, політичному та культурному розвитку Києва.
Облога і захоплення ординським військом Києва супроводжувались масовими знищеннями киян і значними руйнуваннями більшості будівель міста. Як наслідок, відбувся занепад Верхнього міста, відтак усе життя в Києві зосередилось на Подолі. Кількість населення Києва в результаті навали скоротилась з 40—50 тис. до 2 тис. осіб.
Після навали 1240 року ординського війська у Києві не було. 1241 року, підтвердивши в Данила Галицького своє право на Київ до міста з Угорщини повертається великий князь Михайло Всеволодович. Відтак Михайло Всеволодович мусив рушити до хана Батия по ярлик на Київське князівство, де був страчений за ханським наказом. Розуміючи значення Києва для Русі хан Батий 1243 р. передав місто володимиро-суздальському князю Ярославу Всеволодовичу. У місті перебував його намісник — боярин Дмитро Єйкович.
До 1245 року для збирання данини Золота Орда провела в Києві перший перепис населення Русі. Про це повідомляє Плано Карпіні, а також згадується в «Повісті про князя Михайла».
Розуміючи значення Києва як символу єдності Русі ординці всіляко намагалися недопустити відродження його політичного значення. Провокуючи конфлікти між різними руськими князями, ханська дипломатія створює ситуацію відсутності в Києві авторитетного політичного керівництва. По смерті Ярослава Всеволодовича хан затверджував право на «Київ з усією Руською землею» князям Олександру Невському (1249—1263) та Ярославу (1263—1271), які не приїхали князювати до Києва, а мали осідок на півночі. Майже до кінця XIII століття Києвом правили намісники володимирських князів, а з 1272 року — безпосередні представники великого хана — баскаки. Імовірно в цей період керували містом контрольовані баскаками представники місцевої знаті або управляла громада міста. Згадки про баскаків на північно-східних землях Русі зникають вже на межі XIII—XIV століть. Тоді як ще під 1331 роком згадується баскак при князі Федорі в Києві.
Київ і далі був традиційним церковним центром Русі, а отже був важливим фактором, що впливав на політичне життя руських земель. Близько 10 років після захоплення Києва монголами тут не було поставленого патріархом митрополита. 1250 року на київського митрополита патріарх висвячено «печатника» Данила Галицького Кирила. Попри те, що офіційно кафедра лишалася в Києві, і первосвятителі й далі іменувалися «митрополитами Київськими і всієї Русі», митрополит Кирило переважно жив у Володимирі-на-Клязьмі. Кирило виступав за русько-нікейсько-сарайське зближення проти католицизму. У 1273 році в Києві, за іншими даними в 1274 році у Володимирі митрополит проводить собор руських єпископів.
В другій половині XIII століття в Києві відновлюється книгописання. Зокрема при кафедрі митрополита Кирила болгарський каліграф Іоан Драгослав переписує з оригіналу виписану 1262 року з Болгарії Сербську кормчу книгу. На початку 1280-х років в Києві на базі цієї кормчої книги була створена ще одна з важливими доповненнями. 1280 року наступник Кирила митрополит Максим зібрав у Києві ще один собор руських єпископів де було затверджено нову редакцію Київської кормчої книги. А на основі останньої 1286 року за вказівкою князя Володимира Васильковича у Володимирі написано Волинську кормчу.
1300 року Максим переносить кафедру Київських митрополитів до Володимира-на-Клязьмі. Попри це до 1461 року митрополити, що жили у Володимирі, мали титул «Київські та всієї Русі».
Після смерті хана Менгу-Тимура в Золотій Орді фактично встановилося двовладдя між сарайським ханом Токтою і темником Ногаєм. Територія Наддніпрянщини належала до влади Ногая. Перша воєнна сутичка Ногая з Токтою на межі 1298–1299 років десь у пониззі Сіверського Дінця завершилась поразкою війська Токти. За повідомленнями арабських авторів невдовзі відбулась друга вирішальна битва, яка закінчилась цілковитою поразкою військ Ногая й загибеллю самого темника. Ханські війська спустошили колишні володіння Ногая, зокрема Київщину, й імовірно і сам Київ.
Бл.1300/1301 року за допомогою хана Токти Київ дістали представники Ольговичів Чернігівсько-Сіверської гілки роду Рюриковичів — Іван-Володимир Іванович і Станіслав.
У 1321 році, внаслідок перемоги Ґедиміна над військом Станіслава в битві на річці Ірпінь на 10 років потрапляє в залежність від Великого князівства Литовського. Гедимін призначає намісником Київського князівства Міндовга Гольшанського, «котрий був у руську віру охрещений». 1331 року вперше згадується київський князь — васал Золотої Орди — Федір.
Скориставшись феодальними усобицями в середині Золотої Орди кінця 1350-х років, розгромивши татарське військо на Синіх Водах, у 1361—1362 роках князь Ольгерд приєднує Київ до складу Великого князівства Литовського.